# Слобідка (Хмільницький район)
Слобі́дка — село в Україні, у Іванівській сільській громаді Хмільницького району Вінницької області. Населення становить 782 особи.

## Назва
7 червня 1946 р. село Янівська Слобідка Калинівського району отримало назву «Слобідка» і Янівсько-Слобідську сільську Раду названо Слобідською.

## Історія
Станом на 1885 рік у колишньому власницькому селі Янівська Слобідка Янівської волості Літинського повіту Подільської губернії мешкало 746 осіб, налічувалось 65 дворових господарств, існували православна церква, школа та постоялий будинок.
За переписом 1897 року кількість мешканців зросла до 1025 осіб (494 чоловічої статі та 531 — жіночої), з яких 1025 — православної віри.